# Artisornis
Az Artisornis a madarak osztályának verébalakúak (Passeriformes) rendjébe és a szuharbújófélék (Cisticolidae) családjába tartozó nem.

## Rendszerezés
A nembe az alábbi fajok tartoznak:
- Artisornis metopias vagy Orthotomus metopias
- hosszúfarkú varrómadár (Artisornis moreaui vagy Orthotomus moreaui)